# Adamastor (mitologia)

“39
Não acabava, quando uma figura
Se nos mostra no ar, robusta e válida,
De disforme e grandíssima estatura,
O rosto carregado, a barba esquálida,
Os olhos encovados, e a postura
Medonha e má, e a cor terrena e pálida,
Cheios de terra e crespos os cabelos,
A boca negra, os dentes amarelos.

40 (...)
C'um tom de voz nos fala horrendo e grosso,
Que pareceu sair do mar profundo.
Arrepiam-se as carnes e o cabelo
A mim e a todos, só de ouvi-lo e vê-lo.

(...) 44
Aqui espero tomar, se não me engano,
De quem me descobriu suma vingança;
E não se acabará só nisto o dano
(...)
Naufrágios, perdições de toda a sorte,
Que o menor mal de todos seja a morte.

(...) 50
Eu sou aquele oculto e grande cabo
A quem chamais vós outros Tormentório”

— Luís de Camões, Os Lusíadas, Canto V,
excertos do episódio do Adamastor
Adamastor é um gigante da mitológico. Sidónio Apolinário cita este gigante pela primeira vez como um dos filhos de Gaia, que se rebelaram contra Zeus e por isso foram fulminados, ficaram dispersos e reduzidos a promontórios, ilhas e fraguedos. Também é citado por Fernando Pessoa no poema O Mostrengo e por Rabelais, em Gargantua e Pantagruel. Sua menção mais memorável, no entanto é feita por Luís de Camões no Canto V da epopeia portuguesa Os Lusíadas, como o gigante do Cabo das Tormentas, que afundava as naus. Como ele foi "jogado ao fundo dos mares", desfazia-se em lágrimas, as águas salgadas que banhavam a confluência dos oceanos Atlântico e Índico, e revoltava-se sob a forma de uma tempestade ameaçando a ruína daquele que tentasse dobrar o Cabo das Tormentas, os alegados domínios de Adamastor. O episódio do Adamastor representa, assim, em figuração grandiosa e comovente, as forças da natureza, a sua oposição à audácia dos navegadores portugueses comandados por Vasco da Gama e a predição da história trágico-marítima que se lhe seguiria. Os Lusíadas ilustra a superação do povo português sobre o medo de navegar em mares desconhecidos, onde este medo é sintetizado pela figura do gigante. Por haver superado a tempestade e seguido com sucesso o caminho pelo Oceano Índico, Vasco da Gama renomeou o local que hoje é conhecido como Cabo da Boa Esperança. 

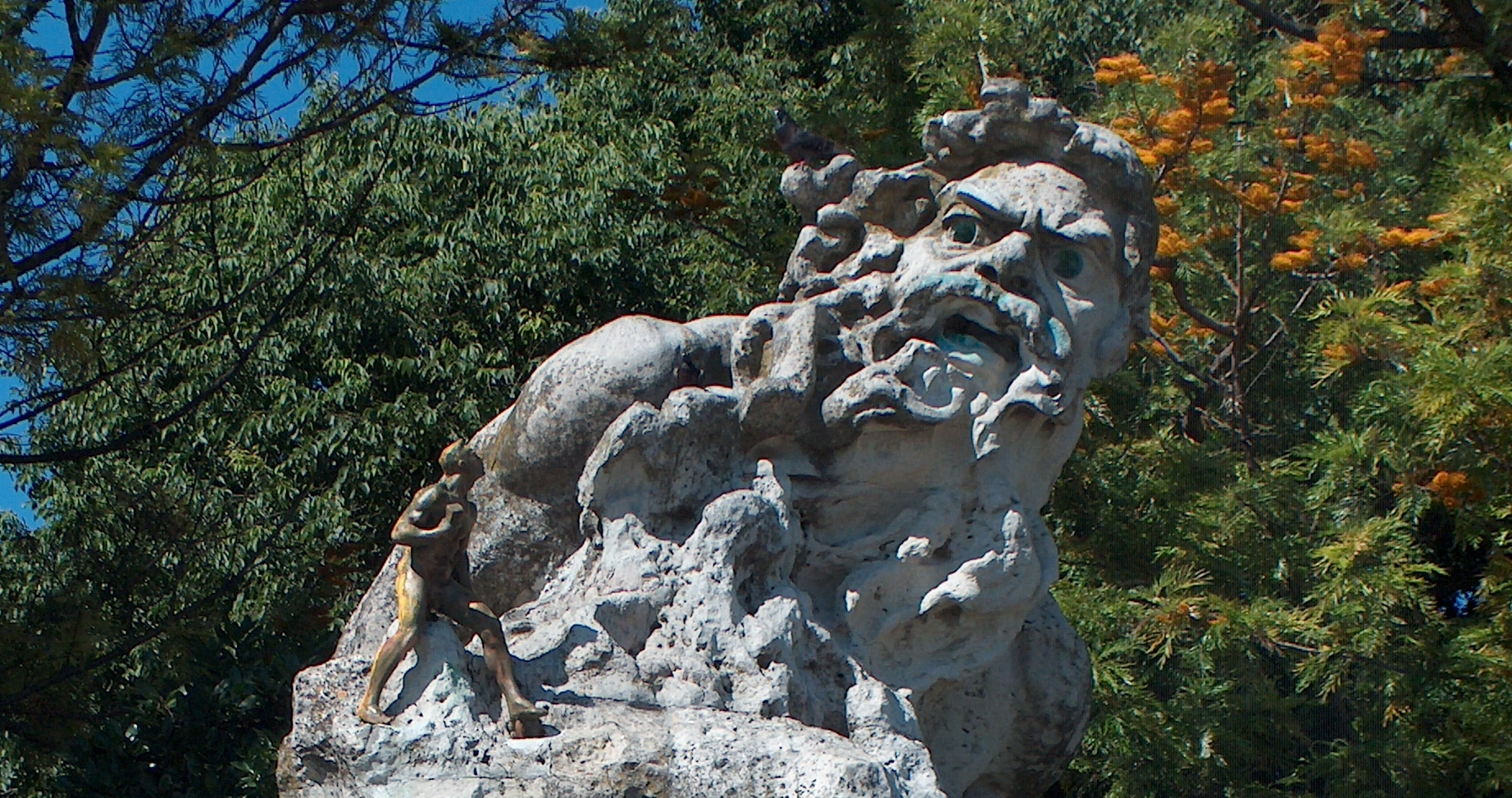
Adamastor, escultura de Júlio Vaz Júnior no miradouro de Santa Catarina, Lisboa, Portugal

O Adamastor tem não só o papel de reforçar o positivismo da viagem, assim como o Velho do Restelo, como também de dar ênfase ao «mais que humano feito» (feito sobre-humano) referido na proposição. Realçando a coragem do Herói, individual ou coletivo, que enfrenta, apesar do medo, desafios superiores ao poder do Homem, porque renega a sua emoção seguindo a ordem do rei. Na continuação do episódio, o narrador mostra-nos como este gigante tem uma fraqueza, um amor impossível, mostrando que até o mais poderoso ser padece dessa doença benigna que é o amor.
A sul do Cabo Bojador erguia-se um conjunto de lendas e superstições que a imaginação criara a partir do mundo desconhecido. Os marinheiros quatrocentistas não podiam deixar de sentir o mistério que envolvia a transposição de tais obstáculos. As lendas representavam o medo do que havia no tenebroso cabo e para além dele. À custa de uma experimentação contínua, os marinheiros portugueses aprenderam a recusar esses mitos e chegaram com Bartolomeu Dias ao Cabo das Tormentas, conhecido pela impossibilidade de se navegar, e que, passando a se chamar Cabo da Boa Esperança, lhes abria as portas da Índia. Os mares desse cabo serviram muitas vezes de sepultura a navios carregados de riquezas e de desilusões, como que comprovando as profecias do Adamastor.
Bocage escreveu um belo soneto relativo  a essas profecias:

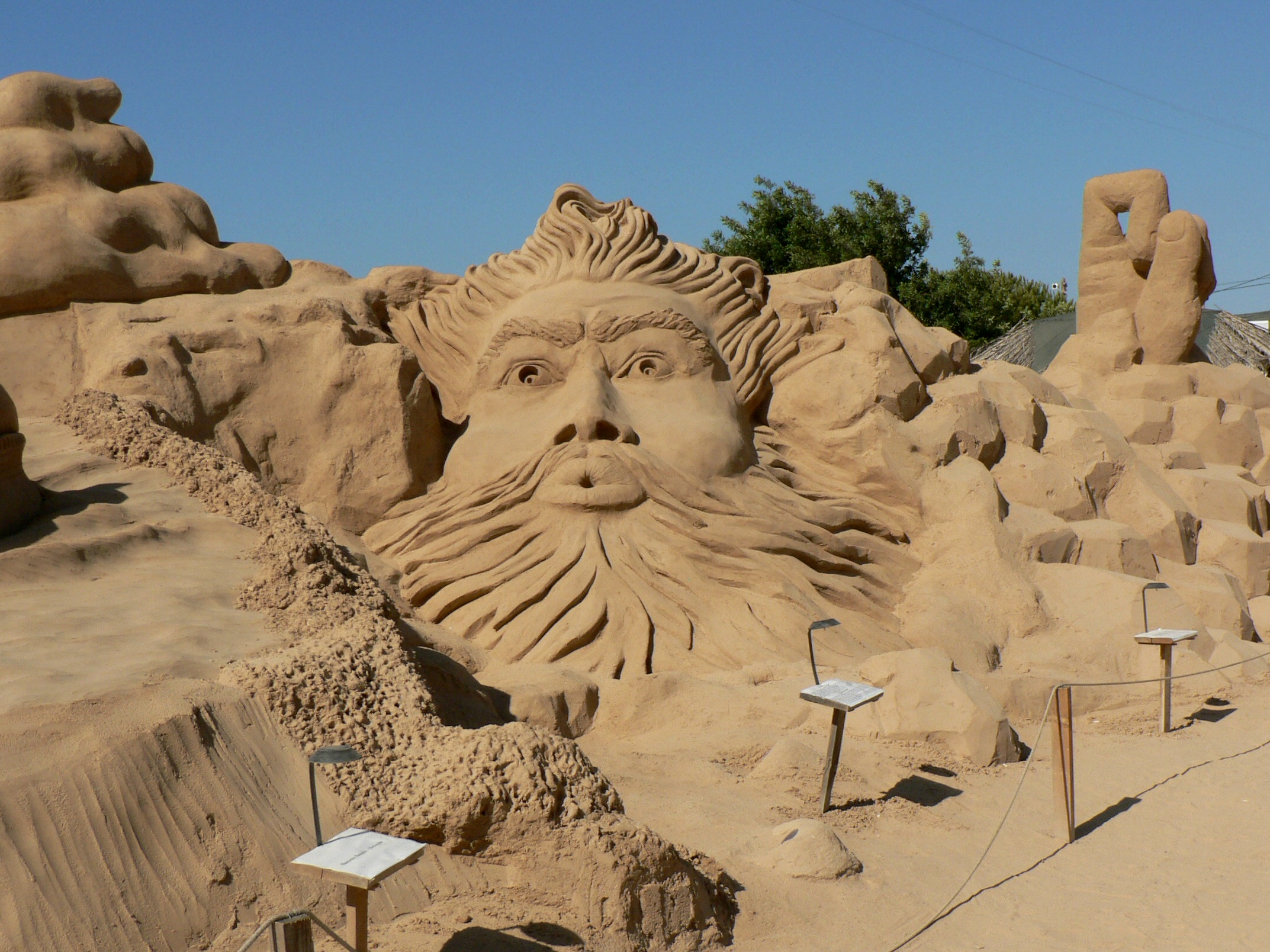
Representação em areia de Adamastor no FIESA 2007

Adamastor cruel!... De teus furores
Quantas vezes me lembro horrorizado!
Ó monstro! Quantas vezes tens tragado
Do soberbo Oriente dos domadores!
Parece-me que entregue a vis traidores
Estou vendo Sepúlveda afamado,
Com a esposa, e com os filhinhos abraçado
Qual Mavorte com Vênus e os Amores.
Parece-me que vejo o triste esposo,
Perdida a tenra prole e a bela dama,
Às garras dos leões correr furioso.
Bem te vingaste em nós do afouto Gama!
Pelos nossos desastres és famoso:
Maldito Adamastor! Maldita fama!
É mencionado por Voltaire no capítulo dedicado a Camões do Essai sur la poésie épique. Aparece também na obra de Victor Hugo por duas vezes: em Os Miseráveis (Tomo III, Marius, cap III) e num poema dedicado a Lamartine (Les Feuilles d'automne, cap IX). Alexandre Dumas refere o gigante por seis vezes nas suas obras: em O Conde de Monte Cristo (cap. XXXI), Vinte anos depois (cap. LXXVII), Georges (cap I), Bontekoe, Les drames de la mer, (cap I), Causeries (cap. IX) e Mes Mémoires (cap. CCXVIII). É também mencionado por Saramago em Intermitências da Morte  (pág 65) e em Memorial do Convento(pág 197/ 271/ 274).
Adamastor é também o epíteto específico do dinossauro Angolatitan Adamastor descoberto em Angola e cujo nome é dedicado à figura mitológica.